# 대한민국 상법 제16조
대한민국 상법 제16조는 물건판매점포의 사용인에 대한 상법총칙의 조문이다.

## 조문
제16조 (물건판매점포의 사용인) (1) 물건을 판매하는 점포의 사용인은 그 판매에 관한 모든 권한이 있는 것으로 본다.
(2) 제14조제2항의 규정은 전항의 경우에 준용한다.

第16條 (物件販賣店鋪의 使用人) ① 物件을 販賣하는 店鋪의 使用人은 그 販賣에 關한 모든 權限이 있는 것으로 본다.

②第14條第2項의 規定은 前項의 境遇에 準用한다.

## 비교 조문
Handelsgesetzbuch§56
Wer in einem Laden oder in einem offenen Warenlager angestellt ist, gilt als ermächtigt zu Verkäufen und Empfangnahmen, die in einem derartigen Laden oder Warenlager gewöhnlich.

독일상법 제56조 상점이나 개방형 창고에서 일하는 사람은 누구나 그러한 상점이나 창고에서 관례적인 판매 및 영수증을 발행할 권한이 있는 것으로 간주된다.

## 판례
- 상사회사(백화점) 지점의 외무사원은 상법 16조 소정 물건 판매점포의 사용인이 아니므로 위 회사를 대리하여 물품을 판매하거나 또는 물품대금의 선금을 받을 권한이 있다고 할 수 없고 위 외무사원의 점포 밖에서 그 사무집행에 관한 물품거래행위로 인하여 타인에게 손해를 입힌 경우에는 위 회사는 사용자의 배상책임을 면할 수 없다.[1]

## 참고 문헌
- 이기수, 최병규, 상법총칙․상행위법, 제7판, 박영사, 2010. ISBN 9788964545041